# Oratorio della Madonna dell'Umiltà a Pupigliana
L'oratorio della Madonna dell'Umiltà a Pupigliana si trova in una frazione di Pistoia.
Nell'oratorio si apprezzano i due ricchi altari lignei intagliati e dorati con timpano sorretto da colonne tortili e l'affresco cinquecentesco con l'effigie della  Vergine, intorno al quale si è sviluppato il culto locale ed è nato il luogo di preghiera.